# Dualität (Logik)
Zwei Aussagen {\displaystyle \phi ,\psi } der klassischen Aussagenlogik über der Aussagenvariablenmenge {\displaystyle V} werden als dual zueinander bezeichnet, wenn für alle Belegungen {\displaystyle e\colon V\to \Omega } der Aussagenvariablen mit Wahrheitswerten gilt {\displaystyle \lnot [\![\phi ]\!](e)=[\![\psi ]\!](\lnot e)}. 
| \| {\displaystyle A} \| {\displaystyle B} \| {\displaystyle A\land B} \| \| {\displaystyle A} \| {\displaystyle B} \| {\displaystyle A\lor B} \| \| W \| W \| W \| \| F \| F \| F \| \| W \| F \| F \| \| F \| W \| W \| \| F \| W \| F \| \| W \| F \| W \| \| F \| F \| F \| \| W \| W \| W \| |                   |                          |  |                   |                   |                         |
| Beispiel: Ersetzt man in der Wahrheitswertetabelle der Konjunktion in jeder Zeile alle drei Wahrheitswerte durch ihr Gegenteil, so erhält man die Wahrheitswertetabelle der Disjunktion. Siehe auch De Morgan’sche Gesetze.                                                                      |                   |                          |  |                   |                   |                         |
| {\displaystyle A} | {\displaystyle B} | {\displaystyle A\land B} |  | {\displaystyle A} | {\displaystyle B} | {\displaystyle A\lor B} |
| W | W                 | W                        |  | F                 | F                 | F                       |
| W | F                 | F                        |  | F                 | W                 | W                       |
| F | W                 | F                        |  | W                 | F                 | W                       |
| F | F                 | F                        |  | W                 | W                 | W                       |

## Syntaktische Definition
Für Aussagen in Negationsnormalform, das heißt für Aussagen, in denen als Junktoren nur Konjunktionen, Disjunktionen und Negationen vorkommen und in denen nur atomare Aussagen verneint werden, lässt sich eine einfache syntaktische Definition für Dualität angeben:
Zwei Aussagen {\displaystyle V_{1}} und {\displaystyle V_{2}} sind genau dann dual, wenn jedes Vorkommnis des Junktors {\displaystyle \land } (Konjunktion) durch {\displaystyle \lor } (Disjunktion) und wenn jedes Vorkommnis des Junktors {\displaystyle \lor } durch {\displaystyle \land } ersetzt wird.
Da sich für jede Aussage eine Negationsnormalform bilden lässt, liefert diese Definition ein syntaktisches Verfahren, zu jeder Aussage {\displaystyle \varphi } eine duale Aussage zu bilden: Man bildet eine Negationsnormalform zu {\displaystyle \varphi } und ersetzt jedes darin vorkommende {\displaystyle \land } durch {\displaystyle \lor } und umgekehrt.
Um zum Beispiel eine zu {\displaystyle A\rightarrow (B\vee C)} duale Aussage zu bilden, formt man sie zuerst in eine Negationsnormalform um, etwa in {\displaystyle (\neg A\lor B)\lor C}. Nach dem Ersetzen von {\displaystyle \land } durch {\displaystyle \lor } und umgekehrt entsteht die Aussage {\displaystyle (\neg A\land B)\land C}, und diese ist dual zur ursprünglichen Aussage.

## Elementare Dualitäten
1. {\displaystyle A} ist dual zu {\displaystyle A} ; {\displaystyle {\overline {A}}} ist dual zu {\displaystyle {\overline {A}}} ;
2. {\displaystyle ~A~\land ~B} ist dual zu {\displaystyle A~\lor ~B} ;
3. {\displaystyle ~A~\rightarrow ~B} ist dual zu {\displaystyle ~{\overline {B~\rightarrow ~A}}} ;
4. {\displaystyle ~A~\leftrightarrow ~B} ist dual zu {\displaystyle A~{\dot {\lor }}~B} (ausschließende Disjunktion) ;

## Fünf Dualitätssätze

Hasse-Diagramm, das sämtliche aus zwei Elementar-Aussagen gebildeten Kombinationen zeigt. Eine schwarze „Verbindungslinie“ zwischen zwei Aussagen zeigt an, dass die untere Aussage die obere Aussage impliziert. Diese Verbindungslinien sind über die Zwischenaussagen hinweggehend zu denken.
Die blauen Pfeile markieren jeweils den Übergang zum dualen Element. Man sieht, dass durch diesen Übergang alle Implikationen „umgedreht“ werden.

### Dualität von Konjunktion und Disjunktion
{\displaystyle V_{1}} sei eine zusammengesetzte Aussage, die nur aus Konjunktionen, Disjunktionen und Negationen besteht (aber keine Negationsnormalform sein muss). Diejenige Verknüpfung {\displaystyle V_{2}}, die dadurch entsteht, dass bei {\displaystyle V_{1}} überall die Konjunktionen mit den Disjunktionen und umgekehrt vertauscht werden, ist dann dual zu {\displaystyle V_{1}}.
Beispiel: {\displaystyle (A\land \neg B)\lor C} ist dual zu {\displaystyle (A\lor \neg B)\land C}

### Dualität und Negation
Wenn {\displaystyle V_{1}} eine Aussage ist, so erhält man eine duale Verknüpfung {\displaystyle V_{2}}, wenn alle Variablen und die gesamte Verknüpfung {\displaystyle V_{1}} selbst negiert werden.
Beispiele:  {\displaystyle A\leftrightarrow B} ist dual zu {\displaystyle {\overline {{\overline {A}}\leftrightarrow {\overline {B}}}}}; {\displaystyle A\land (B\lor C)} ist dual zu {\displaystyle {\overline {{\overline {A}}\land ({\overline {B}}\lor {\overline {C}})}}}.

### Dualität bei Tautologie und Kontradiktion
Wenn eine Aussage eine Tautologie ist, so ist die zu ihr duale Aussage eine Kontradiktion und umgekehrt.
Beispiel: {\displaystyle A\land B\land {\overline {A}}} ist eine Kontradiktion (immer falsch), also ist das duale {\displaystyle A\lor B\lor {\overline {A}}} eine Tautologie (immer wahr).

### Dualität und Implikation
Eine Aussage {\displaystyle V_{1}} impliziert genau dann eine Aussage {\displaystyle V_{2}}, wenn eine (und damit jede) zu {\displaystyle V_{2}} duale Aussage eine (und damit jede) zu {\displaystyle V_{1}} duale Aussage impliziert.
Beispiel: {\displaystyle (A\land B)\Rightarrow A} genau dann, wenn dual gilt: {\displaystyle A\Rightarrow (A\lor B)}.

### Dualität und Äquivalenz
Eine Aussage {\displaystyle V_{1}} ist genau dann äquivalent zu einer Aussage {\displaystyle V_{2}}, wenn eine (und damit jede) zu {\displaystyle V_{1}} duale Aussage auch äquivalent zu einer (und damit jeder) zu {\displaystyle V_{2}} dualen Aussage ist.
Beispiel: {\displaystyle (A\land B)\Leftrightarrow (B\land A)} genau dann, wenn dual gilt: {\displaystyle (A\lor B)\Leftrightarrow (B\lor A)}.